# Flora (overzichtswerk)
Een flora is een naslagwerk met een systematisch behandeling van taxa van wilde planten (soorten, geslachten en families, maar ook lagere taxa), voorkomend in een omschreven gebied of tijdperk. 
Vaak wordt een determinatiesleutel voor de onderscheiden taxa een beschrijving van de diagnostische morfologische kenmerken gegeven. Ook worden verspreidingsgegevens, de status en ecologische gegevens van de taxa in het betreffende gebied vermeld.
Deze aanduiding van de verzameling van de planten van een bepaald gebied heeft betrekking op een selectie van planten, bijvoorbeeld de recente vaatplanten (varens en zaadplanten), de mossen (met levermossen en hauwmossen), de bomen of de korstmossen in een bepaald gebied. 
Voor een, gewoonlijk alfabetische, opsomming van taxa van een gebied wordt de term standaardlijst of checklist gebruikt.
Het woord flora wordt ook wel gebruikt voor naslagwerken die cultuurplanten beschrijven. De voorlopers van de moderne flora's zijn de kruidboeken.
Een soortgelijk overzicht van dieren noemt men een fauna.

## Determinatie
Veel flora's zijn boekwerken waarmee de wilde planten niet alleen beschreven worden, maar waarmee ze in een bepaald gebied ook op naam kunnen worden gebracht. Dat gebeurt aan de hand van determinatietabellen, waarin aan de hand van vragen de gebruiker naar een waarschijnlijke identiteit geleid wordt. De gebruiker kan dan controleren of de plant inderdaad overeenkomt met de beschrijving. Soms bieden handflora's, heel beknopt, extra informatie, vaak in de vorm van codes over de standplaatsfactoren van de plant en de mate van voorkomen. Tegenwoordig (2003) zijn flora's niet alleen verkrijgbaar in boekvorm maar ook op cd-rom, dvd etc. Sommige worden beschikbaar gesteld op het internet.

### Nederland
In de 19e eeuw verschenen de Flora van Noord-Nederland van Van Hall en de Flora van Nederland van Oudemans. Deze flora's waren moeilijk toegankelijk vanwege de vele vaktermen en het ontbreken van Nederlandse namen. Alleen de wetenschappelijke namen werden genoemd. De Zakflora van W.F.R. Suringar was de eerste waar Nederlandse namen in voorkwamen. De onderwijzer H. Heukels had al veel meer Nederlandse namen in zijn flora die verscheen in 1883. Een probleem hierbij was dat er geen officiële Nederlandse namen waren, er waren alleen volksnamen. Dat had als gevolg dat er voor dezelfde soort verschillende namen waren en dezelfde namen voor verschillende soorten waren. Een andere vernieuwing van Heukels was dat hij in zijn flora voor het determineren het Eichler-systeem gebruikte. In 1899 verscheen de Geïllustreerde Flora van Heimans en Thijsse (later Heimans, Heinsius en Thijsse). Dit was de eerste flora met afbeeldingen. Deze was bedoeld voor een breed publiek en daarom probeerden de schrijvers zo veel mogelijk vaktermen te vermijden. In 1907 publiceerde Heukels het Woordenboek der Nederlandsche volksnamen van planten waardoor de Nederlandse namen eindelijk eenduidig werden. 
Na de dood van Heukels krijgt zijn flora (Heukels' Flora van Nederland) steeds meer een wetenschappelijke status door toedoen van zijn opvolgers Wachter en van Ooststroom.  Deze laatste is professioneel botanicus en conservator bij het Rijksherbarium. De Flora van Heimans, Heinsius en Thijsse blijft laagdrempeliger en na de dood van de naamgevers van deze flora wordt Jacob Heimans de belangrijkste redacteur. Na zijn dood neemt J. Mennema de 23ste druk voor zijn rekening die in 1994 verschijnt. In de jaren tachtig verschijnt de vijfdelige Nederlandse Oecologische Flora, een zeer uitgebreid overzicht met grote aquarellen van de Nederlandse flora.

## Gekweekte planten
In 1933 verscheen voor het eerst het boek Nederlandse dendrologie. Een geïllustreerde handleiding bij het bepalen van de in Nederland voorkomende soorten en variëteiten der gekweekte houtgewassen. Dit boekwerk werd geschreven door Dr. B.K. Boom, onderzoeker bij het Instituut voor de veredeling van Tuinbouwgewassen te Wageningen. In deze serie verschenen ook de Flora der gekweekte, kruidachtige gewassen (eenjarige, tweejarige, vaste planten) en de  Flora van kamer- en kasplanten. Daarnaast werd gewerkt aan een deel succulenten.

## Wetenschappelijke flora's en veldflora's
Flora's gericht op het grote publiek presenteren een zo eenduidig mogelijke weergave van het plantenrijk in hun gebied. Gewoonlijk gaat het dan om de meer opvallende en algemene soorten. Dit voorkomt onnodige verwarring bij de leek. Voor botanici die zich op wetenschappelijk niveau met de flora bezighouden, is dit onvoldoende.
De taxonomie is niet "af" en auteurs die een flora schrijven moeten beslissingen nemen: welke taxa, zoals soorten, ondersoorten en variëteiten, wel en niet worden opgenomen, welke individuele verzamelde planten wel en niet tot een taxon gerekend worden, welke taxa tezamen genomen dan wel gesplitst worden in meerdere taxa, welke genera en hogere taxonomische niveaus gebruikt worden et cetera. De transparantie van het wetenschappelijke proces vereist dat dergelijke keuzes verantwoord en onderbouwd worden. In een wetenschappelijke flora wordt daarom vermeld waarop de beschrijving is gebaseerd - gewoonlijk onder vermelding van de codes van de verzamelde planten in de diverse herbaria. Veel beschrijvingen van soorten, ondersoorten en variëteiten worden gevolgd door een discussie waarin de auteur uitlegt welke keuzes hij gemaakt heeft en waarom.
Aan veel soorten is in de loop der tijd met een reeks van verschillende namen gerefereerd (synoniemen). Ook zijn er homoniemen: namen die voor meer dan een taxon zijn gebruikt. Dat komt niet alleen door naamwijzigingen, maar ook doordat verschillende auteurs verschillende keuzes maken, of zelfs simpelweg de verkeerde naam toepassen en dat vervolgens publiceren. Het aantal synoniemen kan gemakkelijk in de tientallen belopen. Een belangrijke taak van de wetenschappelijke flora is daarom om helderheid te scheppen in deze chaos van namen door bij de eigen soortenbeschrijvingen aan te geven welke naam eerdere auteurs daarvoor gebruikten. Met name in soortenrijke, minder bekende gebieden, zoals veel tropische streken, is dit de enige manier om meerdere bronnen naast elkaar te gebruiken bij het identificeren van een plant.
Veldflora's zijn secundaire producten, die gebaseerd zijn op een of meerdere wetenschappelijke flora's. Hier is het doel uitsluitend identificatie, eventueel aangevuld met wat geografische en ecologische vermeldenswaardigheden. Anders dan bij de wetenschappelijke flora's wordt niet de hele plant beschreven, maar is er een keuze gemaakt uit de meest opvallende en onderscheidende kenmerken, teneinde met een korte beschrijving toch snel de soort te kunnen bepalen.
Omdat ze de weergave zijn van de opvatting van vaak een team van botanici die gebaseerd is op wetenschappelijke flora's, monografieën en artikelen in vaktijdschriften is het op pragmatische gronden vaak een nuttige leidraad. Het ontbreken van verantwoording maakt ze echter ongeschikt als basis voor meer diepgaande discussie.
Naast de grotere eenduidigheid is de fysieke omvang van de veldflora een ander onderscheidend punt, dat het mogelijk maakt de flora mee het veld in te nemen. Wetenschappelijke flora's bestaan meestal uit meerdere delen die niet gelijktijdig uitkomen. Er zijn vele overgangsvormen, flora's, die bijvoorbeeld wel uitgebreide beschrijvingen en/of een groot aantal synoniemen, geven, maar niet de volledige verantwoording (zie bijvoorbeeld Flora Neerlandica).
Volgens de Amerikaanse botanicus Willis Linn Jepson mag een flora pas wetenschappelijk heten als er verwezen wordt naar concrete planten in herbaria (specimens): 

It matters not how much knowledge may be accumulated about a given species,- how many monographs discuss it — always botanists wish to go back to the plant, to authentic specimens. A flora which cites no specimens whatsoever may be a useful flora but it is not a scientific flora.

## Lijst van Flora's van Nederland en België
(Inbegrepen flora's die een groter gebied beslaan, waaronder Nederland en/of België).
- Flora Batava
- Flora Europaea
- Flora Neerlandica
- Flora van België, het Groothertogdom Luxemburg, Noord-Frankrijk en de aangrenzende gebieden
- Heimans, Heinsius en Thijsse's geïllustreerde flora van Nederland
- Heukels' Flora van Nederland
- Nederlandse dendrologie
- Nederlandse Oecologische Flora
- Aptroot, A., Herk, C.M. van, Sparrius, L.B. & Spier, J.L., (2004). Checklist van de Nederlandse Korstmossen en korstmosparasieten, Buxbaumiella 69: 17-55.
- Aptroot, A. en Herk, C.M. van, (2004). Veldgids korstmossen, KNNV Uitgeverij
- Bosch, R.B. van den, ed., (1850). Prodromus florae Batavae. Leiden; Jac. Hazenberg, Cornelii Fil.
- Dirkse, G.M., Hochstenbach, S.M.H., Reijerse, A.I., Bijlsma, R.-J. & Cerff, D., (2007). Flora van Nijmegen en Kleef 1800-2006. Mook; Het Zevendal.
- Genderen, H. van, L.M. Schoonhoven & A. Fuchs, (1996) Chemisch-ecologische Flora van Nederland en België; KNNV Uitgeverij; ISBN 9050110878
- Gevers Deynoot, P.M.E., (1843). Flora Rheno-Trajectina, seu enumeratio plantarum trajecti ad Rhenum sponte crescentium: (plant. Phaner. et Cryptog. contin.) = Flora van Utrecht, of optelling en aanwijzing van groeiplaatsen der in het wild voorkomende planten rondom de stad Utrecht en in derzelver omstreken : (de zigtbaar- en bedektbl. planten bevattende).  Utrecht; N. van der Monde.
- Gorter, D. de, (1745). Flora Gelro-Zutphanica. Exhibens plantas per Ducatum Gelriae et Comitatum Zutphaniae crescentes, Harderwijk
- Gorter, D. de, (1781). Flora VII provinciarum Belgii foederati indigena., Haarlem; Bohn & Filius.
- Gorter, D. de, (1781). Flora Zutphanica, Zutphen; J.H. Louw.
- Hall, H.C. van, Miquel, F.a.W. & Dassen, M., (1832). Flora belgii septentrionalis, sive index plantarum indigenarum, quae hucusque in 7 provinciis foederatis repertae sunt = Flora van Noord-Nederland, of korte aanwijzing der in het wild wassende planten, welke tot nu toe in de voormalige 7 vereenigde gewesten gevonden zijn. Amsterdam; J.C. Sepp.
- Hegi, G., Kramer, K.U., Dorstál, J., Reichstein, T. & Fraser-Jenkins, C.R., (1984). Illustrierte Flora von Mitteleuropa: Pteridophyta. Illustrierte Flora von Mitteleuropa.  Berlin, Hamburg; Paul Parey.
- Oudemans, C.A.J.A., (1874). De Flora van Nederland. Amsterdam; G.L. Funk.
- Siebel, H.N. & During, H.J., (2006). Beknopte mosflora van Nederland en België, KNNV Uitgeverij
- Seybold S., (2011) Schmeil-Fitschen. Die Flora Deutschlands und der angrenzenden Länder 95. Auflage, ISBN 978-3-494-01498-2